# Équipe d'Angleterre de football à la Coupe du monde 2022
Cet article relate le parcours de l’équipe d'Angleterre de football lors de la Coupe du monde de football 2022 organisée au Qatar du 20 novembre au 18 décembre 2022.

## Qualifications
| Rang | Équipe      | Pts | J  | G | N | P  | Bp | Bc | Diff |  | Résultats (▼ dom., ► ext.) |      |     |     |     |     |     |
| ---- | ----------- | --- | -- | - | - | -- | -- | -- | ---- |  | -------------------------- | ---- | --- | --- | --- | --- | --- |
| 1    | Angleterre  | 26  | 10 | 8 | 2 | 0  | 39 | 3  | +36  |  | Angleterre                 |      | 2-1 | 5-0 | 1-1 | 4-0 | 5-0 |
| 2    | Pologne     | 20  | 10 | 6 | 2 | 2  | 30 | 11 | +19  |  | Pologne                    | 1-1  |     | 4-1 | 1-2 | 3-0 | 5-0 |
| 3    | Albanie     | 18  | 10 | 6 | 0 | 4  | 12 | 12 | 0    |  | Albanie                    | 0-2  | 0-1 |     | 1-0 | 1-0 | 5-0 |
| 4    | Hongrie     | 17  | 10 | 5 | 2 | 3  | 19 | 13 | +6   |  | Hongrie                    | 0-4  | 3-3 | 0-1 |     | 2-1 | 4-0 |
| 5    | Andorre     | 6   | 10 | 2 | 0 | 8  | 8  | 24 | -16  |  | Andorre                    | 0-5  | 1-4 | 0-1 | 1-4 |     | 2-0 |
| 6    | Saint-Marin | 0   | 10 | 0 | 0 | 10 | 1  | 46 | -45  |  | Saint-Marin                | 0-10 | 1-7 | 0-2 | 0-3 | 0-3 |     |

| 1er match          | Angleterre                                                           | 5 - 0                         | Saint-Marin |                                                                       |                                                                       |
| 25 mars 2021 20h45 | Ward-Prowse 14e · Calvert-Lewin 21e 53e · Sterling 31e · Watkins 83e | (3 - 0)                       |             | Stade de Wembley, Londres Spectateurs : 0 Arbitrage : Kirill Levnikov | Stade de Wembley, Londres Spectateurs : 0 Arbitrage : Kirill Levnikov |
| 25 mars 2021 20h45 | Mings 90+3e                                                          | Rapport (FIFA) Rapport (UEFA) |             | Stade de Wembley, Londres Spectateurs : 0 Arbitrage : Kirill Levnikov | Stade de Wembley, Londres Spectateurs : 0 Arbitrage : Kirill Levnikov |

| 2e match           | Albanie                            | 0 - 2                         | Angleterre            |                                                                      |                                                                      |
| 28 mars 2021 18h00 |                                    | (0 - 1)                       | 38e Kane · 63e Mount  | Arena Kombëtare, Tirana Spectateurs : 200 Arbitrage : Orel Grinfeeld | Arena Kombëtare, Tirana Spectateurs : 200 Arbitrage : Orel Grinfeeld |
| 28 mars 2021 18h00 | Bare 21e · Hysaj 79e · Gjasula 89e | Rapport (FIFA) Rapport (UEFA) | 69e Walker · 73e Kane | Arena Kombëtare, Tirana Spectateurs : 200 Arbitrage : Orel Grinfeeld | Arena Kombëtare, Tirana Spectateurs : 200 Arbitrage : Orel Grinfeeld |

| 3e match           | Angleterre                    | 2 - 1                         | Pologne   |                                                                     |                                                                     |
| 31 mars 2021 20h45 | Kane 19e (pen.) · Maguire 85e | (1 - 0)                       | 58e Moder | Stade de Wembley, Londres Spectateurs : 0 Arbitrage : Björn Kuipers | Stade de Wembley, Londres Spectateurs : 0 Arbitrage : Björn Kuipers |
| 31 mars 2021 20h45 |                               | Rapport (FIFA) Rapport (UEFA) | 46e Milik | Stade de Wembley, Londres Spectateurs : 0 Arbitrage : Björn Kuipers | Stade de Wembley, Londres Spectateurs : 0 Arbitrage : Björn Kuipers |

| 4e match               | Hongrie                            | 0 - 4                         | Angleterre                                       | | |
| 2 septembre 2021 20h45 |                                    | (0 - 0)                       | 55e Sterling · 63e Kane · 69e Maguire · 87e Rice | Stade Ferenc-Puskás, Budapest Spectateurs : 58 260 Arbitrage : Cüneyt Çakır Arbitre vidéo : Abdulkadir Bitigen | Stade Ferenc-Puskás, Budapest Spectateurs : 58 260 Arbitrage : Cüneyt Çakır Arbitre vidéo : Abdulkadir Bitigen |
| 2 septembre 2021 20h45 | Bolla 35e · Orban 58e · Gazdag 89e | Rapport (FIFA) Rapport (UEFA) | 54e Rice · 56e Sterling                          | Stade Ferenc-Puskás, Budapest Spectateurs : 58 260 Arbitrage : Cüneyt Çakır Arbitre vidéo : Abdulkadir Bitigen | Stade Ferenc-Puskás, Budapest Spectateurs : 58 260 Arbitrage : Cüneyt Çakır Arbitre vidéo : Abdulkadir Bitigen |

| 5e match               | Angleterre                                   | 4 - 0                         | Andorre                                                                           | | |
| 5 septembre 2021 18h00 | Lingard 18e 78e · Kane 72e (pen.) · Saka 85e | (1 - 0)                       |                                                                                   | Stade de Wembley, Londres Spectateurs : 67 171 Arbitrage : Anastasios Papapetrou Arbitre vidéo : Aristotelis Diamantopoulos | Stade de Wembley, Londres Spectateurs : 67 171 Arbitrage : Anastasios Papapetrou Arbitre vidéo : Aristotelis Diamantopoulos |
| 5 septembre 2021 18h00 | Mings 82e                                    | Rapport (FIFA) Rapport (UEFA) | 38e Vales · 45+3e Rebés · 65e Jo. Rubio · 71e García · 88e Cucu · 90+3e Je. Rubio | Stade de Wembley, Londres Spectateurs : 67 171 Arbitrage : Anastasios Papapetrou Arbitre vidéo : Aristotelis Diamantopoulos | Stade de Wembley, Londres Spectateurs : 67 171 Arbitrage : Anastasios Papapetrou Arbitre vidéo : Aristotelis Diamantopoulos |

| 6e match               | Pologne                                                                   | 1 - 1                         | Angleterre                  | | |
| 8 septembre 2021 20h45 | Szymański 90+2e                                                           | (0 - 0)                       | 72e Kane                    | Stade national de Varsovie, Varsovie Spectateurs : 56 212 Arbitrage : Daniel Siebert Arbitre vidéo : Bastian Dankert | Stade national de Varsovie, Varsovie Spectateurs : 56 212 Arbitrage : Daniel Siebert Arbitre vidéo : Bastian Dankert |
| 8 septembre 2021 20h45 | Glik 45+3e · Krychowiak 60e · Puchacz 78e · Linetty 79e · Szymański 90+3e | Rapport (FIFA) Rapport (UEFA) | 8e Phillips · 45+3e Maguire | Stade national de Varsovie, Varsovie Spectateurs : 56 212 Arbitrage : Daniel Siebert Arbitre vidéo : Bastian Dankert | Stade national de Varsovie, Varsovie Spectateurs : 56 212 Arbitrage : Daniel Siebert Arbitre vidéo : Bastian Dankert |

| 7e match             | Andorre                  | 0 - 5                         | Angleterre                                                             | | |
| 9 octobre 2021 20h45 |                          | (0 - 2)                       | 17e Chilwell · 40e Saka · 59e Abraham · 79e Ward-Prowse · 86e Grealish | Estadi Nacional, Andorre-la-Vieille Spectateurs : 2 285 Arbitrage : Kateryna Monzoul Arbitre vidéo : Stéphanie Frappart | Estadi Nacional, Andorre-la-Vieille Spectateurs : 2 285 Arbitrage : Kateryna Monzoul Arbitre vidéo : Stéphanie Frappart |
| 9 octobre 2021 20h45 | Martínez 42e · Rebés 55e | Rapport (FIFA) Rapport (UEFA) | 42e Stones · 45+1e Sancho · 86e Coady                                  | Estadi Nacional, Andorre-la-Vieille Spectateurs : 2 285 Arbitrage : Kateryna Monzoul Arbitre vidéo : Stéphanie Frappart | Estadi Nacional, Andorre-la-Vieille Spectateurs : 2 285 Arbitrage : Kateryna Monzoul Arbitre vidéo : Stéphanie Frappart |

| 8e match              | Angleterre | 1 - 1                         | Hongrie                      | | |
| 12 octobre 2021 20h45 | Stones 37e | (1 - 1)                       | 24e (pen.) Sallai            | Stade de Wembley, Londres Spectateurs : 69 380 Arbitrage : Alejandro Hernández Hernández Arbitre vidéo : Juan Martínez Munuera | Stade de Wembley, Londres Spectateurs : 69 380 Arbitrage : Alejandro Hernández Hernández Arbitre vidéo : Juan Martínez Munuera |
| 12 octobre 2021 20h45 | Shaw 23e   | Rapport (FIFA) Rapport (UEFA) | 42e Schäfer · 90e Szoboszlai | Stade de Wembley, Londres Spectateurs : 69 380 Arbitrage : Alejandro Hernández Hernández Arbitre vidéo : Juan Martínez Munuera | Stade de Wembley, Londres Spectateurs : 69 380 Arbitrage : Alejandro Hernández Hernández Arbitre vidéo : Juan Martínez Munuera |

| 9e match               | Angleterre                                      | 5 - 0                         | Albanie                                              | | |
| 12 novembre 2021 20h45 | Maguire 9e · Kane 18e 33e 45+2e · Henderson 28e | (5 - 0)                       |                                                      | Stade de Wembley, Londres Spectateurs : 80 336 Arbitrage : Ruddy Buquet Arbitre vidéo : Bastian Dankert | Stade de Wembley, Londres Spectateurs : 80 336 Arbitrage : Ruddy Buquet Arbitre vidéo : Bastian Dankert |
| 12 novembre 2021 20h45 |                                                 | Rapport (FIFA) Rapport (UEFA) | 9e Gjasula · 21e Cikalleshi · 25e Ismajli · 68e Laçi | Stade de Wembley, Londres Spectateurs : 80 336 Arbitrage : Ruddy Buquet Arbitre vidéo : Bastian Dankert | Stade de Wembley, Londres Spectateurs : 80 336 Arbitrage : Ruddy Buquet Arbitre vidéo : Bastian Dankert |

| 10e match              | Saint-Marin                                                     | 0 - 10                        | Angleterre                                                                                                 | | |
| 15 novembre 2021 20h45 |                                                                 | (0 - 6)                       | 6e Maguire · 15e (csc) Fabbri · 27e 32e 39e 42e Kane · 58e Smith-Rowe · 69e Mings · 78e Abraham · 79e Saka | Stadio Olimpico, Serravalle Spectateurs : 2 775 Arbitrage : Rade Obrenovič Arbitre vidéo : Slavko Vinčić | Stadio Olimpico, Serravalle Spectateurs : 2 775 Arbitrage : Rade Obrenovič Arbitre vidéo : Slavko Vinčić |
| 15 novembre 2021 20h45 | Tomassini 16e · Rossi 26e, 68e · D'Addario 38e · Battistini 54e | Rapport (FIFA) Rapport (UEFA° | 73e Abraham                                                                                                | Stadio Olimpico, Serravalle Spectateurs : 2 775 Arbitrage : Rade Obrenovič Arbitre vidéo : Slavko Vinčić | Stadio Olimpico, Serravalle Spectateurs : 2 775 Arbitrage : Rade Obrenovič Arbitre vidéo : Slavko Vinčić |

## Préparation

### Matchs de préparation à la Coupe du monde
Liste détaillée des matches de l'Angleterre depuis sa qualification à la Coupe du monde :

#### Match amicaux
| 1er match                | Angleterre                   | 2 - 1   | Suisse     |                                                                           |                                                                           |
| 26 mars 2022 17h30 UTC+1 | Shaw 45+1e · Kane 78e (pen.) | (1 - 1) | 22e Embolo | Stade de Wembley, Londres Spectateurs : 78 881 Arbitrage : Andreas Ekberg | Stade de Wembley, Londres Spectateurs : 78 881 Arbitrage : Andreas Ekberg |
| 26 mars 2022 17h30 UTC+1 | Rapport                      |         |            | Stade de Wembley, Londres Spectateurs : 78 881 Arbitrage : Andreas Ekberg | Stade de Wembley, Londres Spectateurs : 78 881 Arbitrage : Andreas Ekberg |

| 2e match                 | Angleterre                               | 3 - 0   | Côte d'Ivoire              |                                                                            |                                                                            |
| 29 mars 2022 19h45 UTC+1 | Watkins 30e · Sterling 45e · Mings 90+3e | (2 - 0) |                            | Stade de Wembley, Londres Spectateurs : 73 405 Arbitrage : Erik Lambrechts | Stade de Wembley, Londres Spectateurs : 73 405 Arbitrage : Erik Lambrechts |
| 29 mars 2022 19h45 UTC+1 |                                          | Rapport | 32e, 40e Aurier · 33e Seri | Stade de Wembley, Londres Spectateurs : 73 405 Arbitrage : Erik Lambrechts | Stade de Wembley, Londres Spectateurs : 73 405 Arbitrage : Erik Lambrechts |

#### Ligue des nations
| 1er match               | Hongrie                   | 1 - 0   | Angleterre                          | | |
| 4 juin 2022 18h00 UTC+2 | Szoboszlai 66e (pen.)     | (0 - 0) |                                     | Stade Ferenc-Puskás, Budapest Spectateurs : 26 935 Arbitrage : Artur Soares Dias Arbitre vidéo : Tiago Martins | Stade Ferenc-Puskás, Budapest Spectateurs : 26 935 Arbitrage : Artur Soares Dias Arbitre vidéo : Tiago Martins |
| 4 juin 2022 18h00 UTC+2 | Schäfer 21e · Gulácsi 89e | Rapport | 51e Coady · 51e Maguire · 64e James | Stade Ferenc-Puskás, Budapest Spectateurs : 26 935 Arbitrage : Artur Soares Dias Arbitre vidéo : Tiago Martins | Stade Ferenc-Puskás, Budapest Spectateurs : 26 935 Arbitrage : Artur Soares Dias Arbitre vidéo : Tiago Martins |

| 2e match                | Allemagne         | 1 - 1   | Angleterre      | | |
| 7 juin 2022 20h45 UTC+2 | Hofmann 50e       | (0 - 0) | 88e (pen.) Kane | Allianz Arena, Munich Spectateurs : 66 289 Arbitrage : Carlos del Cerro Grande Arbitre vidéo : Juan Martínez Munuera | Allianz Arena, Munich Spectateurs : 66 289 Arbitrage : Carlos del Cerro Grande Arbitre vidéo : Juan Martínez Munuera |
| 7 juin 2022 20h45 UTC+2 | Schlotterbeck 87e | Rapport |                 | Allianz Arena, Munich Spectateurs : 66 289 Arbitrage : Carlos del Cerro Grande Arbitre vidéo : Juan Martínez Munuera | Allianz Arena, Munich Spectateurs : 66 289 Arbitrage : Carlos del Cerro Grande Arbitre vidéo : Juan Martínez Munuera |

| 3e match                 | Angleterre                     | 0 - 0   | Italie                                   | | |
| 11 juin 2022 19h45 UTC+1 |                                | (0 - 0) |                                          | Molineux Stadium, Wolverhampton Spectateurs : 1 782 Arbitrage : Szymon Marciniak Arbitre vidéo : Tomasz Kwiatowski | Molineux Stadium, Wolverhampton Spectateurs : 1 782 Arbitrage : Szymon Marciniak Arbitre vidéo : Tomasz Kwiatowski |
| 11 juin 2022 19h45 UTC+1 | Grealish 29e · Ward-Prowse 81e | Rapport | 25e Locatelli · 48e Gatti · 90+2e Tonali | Molineux Stadium, Wolverhampton Spectateurs : 1 782 Arbitrage : Szymon Marciniak Arbitre vidéo : Tomasz Kwiatowski | Molineux Stadium, Wolverhampton Spectateurs : 1 782 Arbitrage : Szymon Marciniak Arbitre vidéo : Tomasz Kwiatowski |

| 4e match                 | Angleterre              | 0 - 4   | Hongrie                                | | |
| 14 juin 2022 19h45 UTC+1 |                         | (0 - 1) | 16e 70e Sallai · 80e Nagy · 89e Gazdag | Molineux Stadium, Wolverhampton Spectateurs : 28 839 Arbitrage : Clément Turpin Arbitre vidéo : Willy Delajod | Molineux Stadium, Wolverhampton Spectateurs : 28 839 Arbitrage : Clément Turpin Arbitre vidéo : Willy Delajod |
| 14 juin 2022 19h45 UTC+1 | Stones 37e · Walker 85e | Rapport | 89e Bolla · 89e Nagy                   | Molineux Stadium, Wolverhampton Spectateurs : 28 839 Arbitrage : Clément Turpin Arbitre vidéo : Willy Delajod | Molineux Stadium, Wolverhampton Spectateurs : 28 839 Arbitrage : Clément Turpin Arbitre vidéo : Willy Delajod |

| 5e match                      | Italie        | 1 - 0   | Angleterre | | |
| 23 septembre 2022 20h45 UTC+2 | Raspadori 68e | (0 - 0) |            | Stade San Siro, Milan Spectateurs : 50 640 Arbitrage : Jesús Gil Manzano Arbitre vidéo : Juan Martínez Munuera | Stade San Siro, Milan Spectateurs : 50 640 Arbitrage : Jesús Gil Manzano Arbitre vidéo : Juan Martínez Munuera |
| 23 septembre 2022 20h45 UTC+2 | Rapport       |         |            | Stade San Siro, Milan Spectateurs : 50 640 Arbitrage : Jesús Gil Manzano Arbitre vidéo : Juan Martínez Munuera | Stade San Siro, Milan Spectateurs : 50 640 Arbitrage : Jesús Gil Manzano Arbitre vidéo : Juan Martínez Munuera |

| 6e journée                      | Angleterre                             | 3 - 3   | Allemagne                             | | |
| 26 septembre 2022 19h45 (UTC+1) | Shaw 72e · Mount 75e · Kane 83e (pen.) | (0 - 0) | 52e (pen.) Gündoğan · 67e 87e Havertz | Stade de Wembley, Londres Spectateurs : 78 949 Arbitrage : Danny Makkelie Arbitre vidéo : Pol van Boekel | Stade de Wembley, Londres Spectateurs : 78 949 Arbitrage : Danny Makkelie Arbitre vidéo : Pol van Boekel |
| 26 septembre 2022 19h45 (UTC+1) | Rapport                                |         |                                       | Stade de Wembley, Londres Spectateurs : 78 949 Arbitrage : Danny Makkelie Arbitre vidéo : Pol van Boekel | Stade de Wembley, Londres Spectateurs : 78 949 Arbitrage : Danny Makkelie Arbitre vidéo : Pol van Boekel |

## Effectif
L'effectif de l'Angleterre, est dévoilé le 10 novembre 2022.
| Numéro / Nom       | Numéro / Nom           | Club              | Date de naissance et âge*  | J.              | Buts            |                 |                 |                 |
| Gardiens de but    | Gardiens de but        | Gardiens de but   | Gardiens de but            | Gardiens de but | Gardiens de but | Gardiens de but | Gardiens de but | Gardiens de but |
| ------------------ | ---------------------- | ----------------- | -------------------------- | --------------- | --------------- | --------------- | --------------- | --------------- |
| 01                 | Jordan Pickford        | Everton FC        | 7 mars 1994 (28 ans)       | 0               | 0               | 0               | 0               | 0               |
| 13                 | Nick Pope              | Newcastle United  | 19 avril 1992 (30 ans)     | 0               | 0               | 0               | 0               | 0               |
| 23                 | Aaron Ramsdale         | Arsenal FC        | 14 mai 1998 (24 ans)       | 0               | 0               | 0               | 0               | 0               |
| Défenseurs         |                        |                   |                            |                 |                 |                 |                 |                 |
| 02                 | Kyle Walker            | Manchester City   | 28 mai 1990 (32 ans)       | 0               | 0               | 0               | 0               | 0               |
| 03                 | Luke Shaw              | Manchester United | 12 juillet 1995 (27 ans)   | 0               | 0               | 0               | 0               | 0               |
| 05                 | John Stones            | Manchester City   | 28 mai 1994 (28 ans)       | 0               | 0               | 0               | 0               | 0               |
| 06                 | Harry Maguire          | Manchester United | 5 mars 1993 (29 ans)       | 0               | 0               | 0               | 0               | 0               |
| 12                 | Kieran Trippier        | Newcastle United  | 19 septembre 1990 (32 ans) | 0               | 0               | 0               | 0               | 0               |
| 15                 | Eric Dier              | Tottenham Hotspur | 15 janvier 1994 (28 ans)   | 0               | 0               | 0               | 0               | 0               |
| 16                 | Conor Coady            | Everton FC        | 25 février 1993 (29 ans)   | 0               | 0               | 0               | 0               | 0               |
| 18                 | Trent Alexander-Arnold | Liverpool FC      | 7 octobre 1998 (24 ans)    | 0               | 0               | 0               | 0               | 0               |
| 21                 | Ben White              | Arsenal FC        | 8 octobre 1997 (25 ans)    | 0               | 0               | 0               | 0               | 0               |
| Milieux de terrain |                        |                   |                            |                 |                 |                 |                 |                 |
| 04                 | Declan Rice            | West Ham United   | 14 janvier 1999 (23 ans)   | 0               | 0               | 0               | 0               | 0               |
| 08                 | Jordan Henderson       | Liverpool FC      | 17 juin 1990 (32 ans)      | 0               | 0               | 0               | 0               | 0               |
| 14                 | Kalvin Phillips        | Manchester City   | 2 décembre 1995 (26 ans)   | 0               | 0               | 0               | 0               | 0               |
| 19                 | Mason Mount            | Chelsea FC        | 10 janvier 1999 (23 ans)   | 0               | 0               | 0               | 0               | 0               |
| 20                 | Phil Foden             | Manchester City   | 28 mai 2000 (22 ans)       | 0               | 0               | 0               | 0               | 0               |
| 22                 | Jude Bellingham        | Borussia Dortmund | 29 juin 2003 (19 ans)      | 0               | 0               | 0               | 0               | 0               |
| 25                 | James Maddison         | Leicester City    | 23 novembre 1996 (25 ans)  | 0               | 0               | 0               | 0               | 0               |
| 26                 | Conor Gallagher        | Chelsea FC        | 6 février 2000 (22 ans)    | 0               | 0               | 0               | 0               | 0               |
| Attaquants         |                        |                   |                            |                 |                 |                 |                 |                 |
| 07                 | Jack Grealish          | Manchester City   | 10 septembre 1995 (27 ans) | 0               | 0               | 0               | 0               | 0               |
| 09                 | Harry Kane             | Tottenham Hotspur | 28 juillet 1993 (29 ans)   | 0               | 0               | 0               | 0               | 0               |
| 10                 | Raheem Sterling        | Chelsea FC        | 8 décembre 1994 (27 ans)   | 0               | 0               | 0               | 0               | 0               |
| 11                 | Marcus Rashford        | Manchester United | 31 octobre 1997 (25 ans)   | 0               | 0               | 0               | 0               | 0               |
| 17                 | Bukayo Saka            | Arsenal FC        | 5 septembre 2001 (21 ans)  | 0               | 0               | 0               | 0               | 0               |
| 24                 | Callum Wilson          | Newcastle United  | 27 février 1992 (30 ans)   | 0               | 0               | 0               | 0               | 0               |
| Sélectionneur      |                        |                   |                            |                 |                 |                 |                 |                 |
|                    | Gareth Southgate       |                   | 3 septembre 1970 (52 ans)  |                 |                 |                 |                 |                 |

* NB : Les âges sont calculés au début de la Coupe du monde 2022, le 20 novembre 2022.

## Compétition

### Premier tour
|   | Équipe         | Pts | J | G | N | P | Bp | Bc | Diff |
| 1 | Angleterre     | 7   | 3 | 2 | 1 | 0 | 9  | 2  | +7   |
| 2 | États-Unis     | 5   | 3 | 1 | 2 | 0 | 2  | 1  | +1   |
| 3 | Iran           | 3   | 3 | 1 | 0 | 2 | 4  | 7  | -3   |
| 4 | Pays de Galles | 1   | 3 | 0 | 1 | 2 | 1  | 6  | -5   |

| 3  | 21 novembre 2022 | Angleterre     | 6 - 2 | Iran           |
| 4  | 21 novembre 2022 | États-Unis     | 1 - 1 | Pays de Galles |
| 17 | 25 novembre 2022 | Pays de Galles | 0 - 2 | Iran           |
| 20 | 25 novembre 2022 | Angleterre     | 0 - 0 | États-Unis     |
| 33 | 29 novembre 2022 | Pays de Galles | 0 - 3 | Angleterre     |
| 34 | 29 novembre 2022 | Iran           | 0 - 1 | États-Unis     |

#### Angleterre - Iran
| Match 3                                                      | Angleterre | 6 - 2   | Iran                                            | Stade international de Khalifa, Doha                                           |                                                                                |
| 21 novembre 2022 · 16:00 (UTC+3) · Historique des rencontres | ( Shaw) Bellingham 35e · ( Maguire) Saka 43e · ( Kane) Sterling 45+1e · ( Sterling) Saka 62e · ( Kane) Rashford 71e · ( Wilson) Grealish 90e | (3 - 0) | 65e Taremi (Gholizadeh ) · 90+13e (pen.) Taremi | Spectateurs : 45 334 Arbitrage : Raphael Claus Arbitre vidéo : Leodán González | Spectateurs : 45 334 Arbitrage : Raphael Claus Arbitre vidéo : Leodán González |
| 21 novembre 2022 · 16:00 (UTC+3) · Historique des rencontres | Rapport |         |                                                 | Spectateurs : 45 334 Arbitrage : Raphael Claus Arbitre vidéo : Leodán González | Spectateurs : 45 334 Arbitrage : Raphael Claus Arbitre vidéo : Leodán González |

| Angleterre | Iran |

| ANGLETERRE :     |    |                 |     |
|                  |    |                 |     |
| Gardien de but   | 01 | Jordan Pickford |     |
|                  | 03 | Luke Shaw       |     |
|                  | 06 | Harry Maguire   | 70e |
|                  | 05 | John Stones     |     |
|                  | 12 | Kieran Trippier |     |
|                  | 04 | Declan Rice     |     |
|                  | 22 | Jude Bellingham |     |
|                  | 10 | Raheem Sterling | 70e |
|                  | 19 | Mason Mount     | 71e |
|                  | 17 | Bukayo Saka     | 70e |
|                  | 09 | Harry Kane      | 75e |
| Remplaçants :    |    |                 |     |
|                  | 15 | Eric Dier       | 70e |
|                  | 11 | Marcus Rashford | 70e |
|                  | 07 | Jack Grealish   | 70e |
|                  | 20 | Phil Foden      | 71e |
|                  | 24 | Callum Wilson   | 75e |
| Sélectionneur :  |    |                 |     |
| Gareth Southgate |    |                 |     |

| IRAN :          |    |                        |     |     |
|                 |    |                        |     |     |
| Gardien de but  | 01 | Alireza Beiranvand     |     | 20e |
|                 | 19 | Majid Hosseini         |     |     |
|                 | 15 | Rouzbeh Cheshmi        |     | 46e |
|                 | 08 | Morteza Pouraliganji   | 48e |     |
|                 | 05 | Milad Mohammadi        |     | 63e |
|                 | 03 | Ehsan Hajsafi          |     |     |
|                 | 18 | Ali Karimi             |     | 46e |
|                 | 21 | Ahmad Nourollahi       |     | 77e |
|                 | 02 | Sadegh Moharrami       |     |     |
|                 | 09 | Mehdi Taremi           |     |     |
|                 | 07 | Alireza Jahanbakhsh    | 25e | 46e |
| Remplaçants :   |    |                        |     |     |
| Gardien de but  | 24 | Hossein Hosseini       |     | 20e |
|                 | 06 | Saeid Ezatolahi        |     | 46e |
|                 | 13 | Hossein Kanaanizadegan |     | 46e |
|                 | 17 | Ali Gholizadeh         |     | 46e |
|                 | 16 | Mehdi Torabi           |     | 63e |
|                 | 20 | Sardar Azmoun          |     | 77e |
| Sélectionneur : |    |                        |     |     |
| Carlos Queiroz  |    |                        |     |     |

| Assistants : Rodrigo Figueiredo Danilo Simon Manis Quatrième arbitre : Kevin Ortega Assistants arbitre vidéo : Julio Bascuñán Martín Soppi Juan Martínez Munuera Homme du Match : Bukayo Saka |

#### Angleterre - États-Unis
| Match 20                                                     | Angleterre | 0 - 0   | États-Unis | Stade Al-Bayt, Al-Khor                                                      |                                                                             |
| 25 novembre 2022 · 22:00 (UTC+3) · Historique des rencontres |            | (0 - 0) |            | Spectateurs : 68 463 Arbitrage : Jesús Valenzuela Arbitre vidéo : Juan Soto | Spectateurs : 68 463 Arbitrage : Jesús Valenzuela Arbitre vidéo : Juan Soto |
| 25 novembre 2022 · 22:00 (UTC+3) · Historique des rencontres | Rapport    |         |            | Spectateurs : 68 463 Arbitrage : Jesús Valenzuela Arbitre vidéo : Juan Soto | Spectateurs : 68 463 Arbitrage : Jesús Valenzuela Arbitre vidéo : Juan Soto |

| Angleterre | États-Unis |

| ANGLETERRE :     |    |                  |     |
|                  |    |                  |     |
| Gardien de but   | 01 | Jordan Pickford  |     |
|                  | 03 | Luke Shaw        |     |
|                  | 06 | Harry Maguire    |     |
|                  | 05 | John Stones      |     |
|                  | 12 | Kieran Trippier  |     |
|                  | 04 | Declan Rice      |     |
|                  | 19 | Mason Mount      |     |
|                  | 22 | Jude Bellingham  | 68e |
|                  | 10 | Raheem Sterling  | 68e |
|                  | 09 | Harry Kane       |     |
|                  | 17 | Bukayo Saka      | 78e |
| Remplaçants :    |    |                  |     |
|                  | 07 | Jack Grealish    | 68e |
|                  | 08 | Jordan Henderson | 68e |
|                  | 11 | Marcus Rashford  | 78e |
| Sélectionneur :  |    |                  |     |
| Gareth Southgate |    |                  |     |

| ÉTATS-UNIS :    |    |                   |     |
|                 |    |                   |     |
| Gardien de but  | 01 | Matt Turner       |     |
|                 | 05 | Antonee Robinson  |     |
|                 | 13 | Tim Ream          |     |
|                 | 03 | Walker Zimmerman  |     |
|                 | 02 | Sergiño Dest      | 77e |
|                 | 04 | Tyler Adams       |     |
|                 | 06 | Yunus Musah       |     |
|                 | 08 | Weston McKennie   | 77e |
|                 | 10 | Christian Pulisic |     |
|                 | 19 | Haji Wright       | 83e |
|                 | 21 | Timothy Weah      | 83e |
| Remplaçants :   |    |                   |     |
|                 | 11 | Brenden Aaronson  | 77e |
|                 | 18 | Shaq Moore        | 77e |
|                 | 07 | Giovanni Reyna    | 83e |
|                 | 24 | Josh Sargent      | 83e |
| Sélectionneur : |    |                   |     |
| Gregg Berhalter |    |                   |     |

| Assistants : Jorge Urrego Tulio Moreno Quatrième arbitre : Yoshimi Yamashita Assistants arbitre vidéo : Nicolás Gallo Diego Bonfá Julio Bascuñán Homme du Match : Christian Pulisic |

#### Pays de Galles - Angleterre
| Match 33                                                     | Pays de Galles | 0 - 3   | Angleterre                                                  | Stade Ahmad-ben-Ali, Al Rayyan                                             |                                                                            |
| 29 novembre 2022 · 22:00 (UTC+3) · Historique des rencontres |                | (0 - 0) | 50e Rashford · 52e Foden (Kane ) · 68e Rashford (Phillips ) | Spectateurs : 44 297 Arbitrage : Slavko Vinčić Arbitre vidéo : Marco Fritz | Spectateurs : 44 297 Arbitrage : Slavko Vinčić Arbitre vidéo : Marco Fritz |
| 29 novembre 2022 · 22:00 (UTC+3) · Historique des rencontres | Rapport        |         |                                                             | Spectateurs : 44 297 Arbitrage : Slavko Vinčić Arbitre vidéo : Marco Fritz | Spectateurs : 44 297 Arbitrage : Slavko Vinčić Arbitre vidéo : Marco Fritz |

| Pays de Galles | Angleterre |

| PAYS DE GALLES : |    |                 |     |     |
|                  |    |                 |     |     |
| Gardien de but   | 12 | Danny Ward      |     |     |
|                  | 04 | Ben Davies      |     | 57e |
|                  | 06 | Joe Rodon       |     |     |
|                  | 05 | Chris Mepham    |     |     |
|                  | 03 | Neco Williams   |     | 36e |
|                  | 07 | Joe Allen       |     | 81e |
|                  | 15 | Ethan Ampadu    |     |     |
|                  | 20 | Daniel James    | 29e | 77e |
|                  | 10 | Aaron Ramsey    | 61e |     |
|                  | 11 | Gareth Bale     |     | 46e |
|                  | 13 | Kieffer Moore   |     |     |
| Remplaçants :    |    |                 |     |     |
|                  | 14 | Connor Roberts  |     | 36e |
|                  | 09 | Brennan Johnson |     | 46e |
|                  | 16 | Joe Morrell     |     | 57e |
|                  | 08 | Harry Wilson    |     | 77e |
|                  | 25 | Rubin Colwill   |     | 81e |
| Sélectionneur :  |    |                 |     |     |
| Rob Page         |    |                 |     |     |

| ANGLETERRE :     |    |                        |  |     |
|                  |    |                        |  |     |
| Gardien de but   | 01 | Jordan Pickford        |  |     |
|                  | 03 | Luke Shaw              |  | 65e |
|                  | 06 | Harry Maguire          |  |     |
|                  | 05 | John Stones            |  |     |
|                  | 02 | Kyle Walker            |  | 57e |
|                  | 04 | Declan Rice            |  | 57e |
|                  | 08 | Jordan Henderson       |  |     |
|                  | 20 | Phil Foden             |  |     |
|                  | 22 | Jude Bellingham        |  |     |
|                  | 11 | Marcus Rashford        |  | 75e |
|                  | 09 | Harry Kane             |  | 57e |
| Remplaçants :    |    |                        |  |     |
|                  | 18 | Trent Alexander-Arnold |  | 57e |
|                  | 24 | Callum Wilson          |  | 57e |
|                  | 14 | Kalvin Phillips        |  | 57e |
|                  | 12 | Kieran Trippier        |  | 65e |
|                  | 07 | Jack Grealish          |  | 75e |
| Sélectionneur :  |    |                        |  |     |
| Gareth Southgate |    |                        |  |     |

| Assistants : Tomaž Klančnik Andraz Kovacic Quatrième arbitre : Yoshimi Yamashita Assistants arbitre vidéo : Paolo Valeri Pawel Sokolnicki Bastian Dankert Homme du Match : Marcus Rashford |

### Huitième de finale

#### Angleterre - Sénégal
| Match 52                      | Angleterre                                                            | 3 - 0   | Sénégal | Stade Al-Bayt, Al-Khor                                                    |                                                                           |
| 4 décembre 2022 22h00 (UTC+3) | ( Bellingham) Henderson 38e · ( Foden) Kane 45+3e · ( Foden) Saka 57e | (2 - 0) |         | Spectateurs : 65 985 Arbitrage : Iván Barton Arbitre vidéo : Drew Fischer | Spectateurs : 65 985 Arbitrage : Iván Barton Arbitre vidéo : Drew Fischer |
| 4 décembre 2022 22h00 (UTC+3) | Rapport                                                               |         |         | Spectateurs : 65 985 Arbitrage : Iván Barton Arbitre vidéo : Drew Fischer | Spectateurs : 65 985 Arbitrage : Iván Barton Arbitre vidéo : Drew Fischer |

| Angleterre | Sénégal |

| ANGLETERRE :     |    |                  |  |     |
|                  |    |                  |  |     |
| Gardien de but   | 01 | Jordan Pickford  |  |     |
|                  | 03 | Luke Shaw        |  |     |
|                  | 06 | Harry Maguire    |  |     |
|                  | 05 | John Stones      |  | 76e |
|                  | 02 | Kyle Walker      |  |     |
|                  | 04 | Declan Rice      |  |     |
|                  | 22 | Jude Bellingham  |  | 76e |
|                  | 08 | Jordan Henderson |  | 82e |
|                  | 20 | Phil Foden       |  | 65e |
|                  | 09 | Harry Kane       |  |     |
|                  | 17 | Bukayo Saka      |  | 65e |
| Remplaçants :    |    |                  |  |     |
|                  | 11 | Marcus Rashford  |  | 65e |
|                  | 07 | Jack Grealish    |  | 65e |
|                  | 19 | Mason Mount      |  | 76e |
|                  | 15 | Eric Dier        |  | 76e |
|                  | 14 | Kalvin Phillips  |  | 82e |
| Sélectionneur :  |    |                  |  |     |
| Gareth Southgate |    |                  |  |     |

| SÉNÉGAL :       |    |                   |     |     |
|                 |    |                   |     |     |
| Gardien de but  | 16 | Édouard Mendy     |     |     |
|                 | 14 | Ismail Jakobs     |     | 84e |
|                 | 22 | Abdou Diallo      |     |     |
|                 | 03 | Kalidou Koulibaly | 76e |     |
|                 | 21 | Youssouf Sabaly   |     |     |
|                 | 15 | Krépin Diatta     |     | 46e |
|                 | 11 | Pathé Ciss        |     | 46e |
|                 | 06 | Nampalys Mendy    |     |     |
|                 | 18 | Ismaïla Sarr      |     |     |
|                 | 13 | Iliman Ndiaye     |     | 46e |
|                 | 09 | Boulaye Dia       |     | 72e |
| Remplaçants :   |    |                   |     |     |
|                 | 17 | Pape Matar Sarr   |     | 46e |
|                 | 20 | Bamba Dieng       |     | 46e |
|                 | 26 | Pape Gueye        |     | 46e |
|                 | 19 | Famara Diédhiou   |     | 72e |
|                 | 12 | Fodé Ballo-Touré  |     | 84e |
| Sélectionneur : |    |                   |     |     |
| Aliou Cissé     |    |                   |     |     |

| Assistants : David Morán Kathryn Nesbitt Quatrième arbitre : Saíd Martínez Assistants arbitre vidéo : Armando Villarreal Ashley Beecham Nicolás Gallo Homme du Match : Harry Kane |

### Quart de finale

#### Angleterre - France
| Match 60                       | Angleterre      | 1 - 2   | France                                                | Stade Al-Bayt, Al-Khor                                                        |                                                                               |
| 10 décembre 2022 22h00 (UTC+3) | Kane 54e (pen.) | (0 - 1) | 17e Tchouaméni (Griezmann ) · 78e Giroud (Griezmann ) | Spectateurs : 68 895 Arbitrage : Wilton Sampaio Arbitre vidéo : Nicolás Gallo | Spectateurs : 68 895 Arbitrage : Wilton Sampaio Arbitre vidéo : Nicolás Gallo |
| 10 décembre 2022 22h00 (UTC+3) | Rapport         |         |                                                       | Spectateurs : 68 895 Arbitrage : Wilton Sampaio Arbitre vidéo : Nicolás Gallo | Spectateurs : 68 895 Arbitrage : Wilton Sampaio Arbitre vidéo : Nicolás Gallo |

| Angleterre | France |

| ANGLETERRE :     |    |                  |     |       |
|                  |    |                  |     |       |
| Gardien de but   | 01 | Jordan Pickford  |     |       |
|                  | 03 | Luke Shaw        |     |       |
|                  | 06 | Harry Maguire    | 90e |       |
|                  | 05 | John Stones      |     | 90+8e |
|                  | 02 | Kyle Walker      |     |       |
|                  | 04 | Declan Rice      |     |       |
|                  | 22 | Jude Bellingham  |     |       |
|                  | 08 | Jordan Henderson |     | 79e   |
|                  | 20 | Phil Foden       |     | 85e   |
|                  | 09 | Harry Kane       |     |       |
|                  | 17 | Bukayo Saka      |     | 79e   |
| Remplaçants :    |    |                  |     |       |
|                  | 19 | Mason Mount      |     | 79e   |
|                  | 10 | Raheem Sterling  |     | 79e   |
|                  | 11 | Marcus Rashford  |     | 85e   |
|                  | 07 | Jack Grealish    |     | 90+8e |
| Sélectionneur :  |    |                  |     |       |
| Gareth Southgate |    |                  |     |       |

| FRANCE :         |    |                     |     |     |
|                  |    |                     |     |     |
| Gardien de but   | 01 | Hugo Lloris         |     |     |
|                  | 22 | Théo Hernandez      | 82e |     |
|                  | 18 | Dayot Upamecano     |     |     |
|                  | 04 | Raphaël Varane      |     |     |
|                  | 05 | Jules Koundé        |     |     |
|                  | 14 | Adrien Rabiot       |     |     |
|                  | 08 | Aurélien Tchouaméni |     |     |
|                  | 10 | Kylian Mbappé       |     |     |
|                  | 07 | Antoine Griezmann   | 43e |     |
|                  | 11 | Ousmane Dembélé     | 47e | 80e |
|                  | 09 | Olivier Giroud      |     |     |
| Remplaçants :    |    |                     |     |     |
|                  | 20 | Kingsley Coman      |     | 80e |
| Sélectionneur :  |    |                     |     |     |
| Didier Deschamps |    |                     |     |     |

| Assistants : Bruno Boschilia Bruno Pires Quatrième arbitre : Mohammed Abdulla Hassan Mohamed Assistants arbitre vidéo : Juan Martínez Munuera Neuza Back Alejandro Hernández Homme du Match : Olivier Giroud |

## Statistiques

### Temps de jeu
| Joueur                 | |    |    |    |    | TT | But inscrit | Passe décisive | MJ | MT | Légende |
| ---------------------- | --- | -- | -- | -- | -- | -- | ----------- | -------------- | -- | -- | ------- |
| Gardiens               | Abréviations et symboles : · TT : Total de minutes jouées · MJ : Nombre de matchs joués · MT : Matchs joués en tant que titulaire · : but · : passe décisive · : joueur entré · : joueur remplacé · : capitaine · : carton jaune · : carton rouge · |    |    |    |    |    |             |                |    |    |         |
| Jordan Pickford        | Abréviations et symboles : · TT : Total de minutes jouées · MJ : Nombre de matchs joués · MT : Matchs joués en tant que titulaire · : but · : passe décisive · : joueur entré · : joueur remplacé · : capitaine · : carton jaune · : carton rouge · | 90 | 90 | 90 | 90 | 90 | 450         | -              | -  | 5  | 5       |
| Nick Pope              | Abréviations et symboles : · TT : Total de minutes jouées · MJ : Nombre de matchs joués · MT : Matchs joués en tant que titulaire · : but · : passe décisive · : joueur entré · : joueur remplacé · : capitaine · : carton jaune · : carton rouge · | -  | -  | -  | -  | -  | -           | -              | -  | -  | -       |
| Aaron Ramsdale         | Abréviations et symboles : · TT : Total de minutes jouées · MJ : Nombre de matchs joués · MT : Matchs joués en tant que titulaire · : but · : passe décisive · : joueur entré · : joueur remplacé · : capitaine · : carton jaune · : carton rouge · | -  | -  | -  | -  | -  | -           | -              | -  | -  | -       |
| Défenseurs             | Abréviations et symboles : · TT : Total de minutes jouées · MJ : Nombre de matchs joués · MT : Matchs joués en tant que titulaire · : but · : passe décisive · : joueur entré · : joueur remplacé · : capitaine · : carton jaune · : carton rouge · |    |    |    |    |    |             |                |    |    |         |
| Trent Alexander-Arnold | Abréviations et symboles : · TT : Total de minutes jouées · MJ : Nombre de matchs joués · MT : Matchs joués en tant que titulaire · : but · : passe décisive · : joueur entré · : joueur remplacé · : capitaine · : carton jaune · : carton rouge · | -  | -  | 33 | -  | -  | 33          | -              | -  | 1  | -       |
| Conor Coady            | Abréviations et symboles : · TT : Total de minutes jouées · MJ : Nombre de matchs joués · MT : Matchs joués en tant que titulaire · : but · : passe décisive · : joueur entré · : joueur remplacé · : capitaine · : carton jaune · : carton rouge · | -  | -  | -  | -  | -  | -           | -              | -  | -  | -       |
| Eric Dier              | Abréviations et symboles : · TT : Total de minutes jouées · MJ : Nombre de matchs joués · MT : Matchs joués en tant que titulaire · : but · : passe décisive · : joueur entré · : joueur remplacé · : capitaine · : carton jaune · : carton rouge · | 20 | -  | -  | 14 | -  | 34          | -              | -  | 2  | -       |
| Harry Maguire          | Abréviations et symboles : · TT : Total de minutes jouées · MJ : Nombre de matchs joués · MT : Matchs joués en tant que titulaire · : but · : passe décisive · : joueur entré · : joueur remplacé · : capitaine · : carton jaune · : carton rouge · | 70 | 90 | 90 | 90 | 90 | 430         | -              | 1  | 5  | 5       |
| Luke Shaw              | Abréviations et symboles : · TT : Total de minutes jouées · MJ : Nombre de matchs joués · MT : Matchs joués en tant que titulaire · : but · : passe décisive · : joueur entré · : joueur remplacé · : capitaine · : carton jaune · : carton rouge · | 90 | 90 | 65 | 90 | 90 | 425         | -              | 1  | 5  | 5       |
| John Stones            | Abréviations et symboles : · TT : Total de minutes jouées · MJ : Nombre de matchs joués · MT : Matchs joués en tant que titulaire · : but · : passe décisive · : joueur entré · : joueur remplacé · : capitaine · : carton jaune · : carton rouge · | 90 | 90 | 90 | 76 | 90 | 436         | -              | -  | 5  | 5       |
| Kieran Trippier        | Abréviations et symboles : · TT : Total de minutes jouées · MJ : Nombre de matchs joués · MT : Matchs joués en tant que titulaire · : but · : passe décisive · : joueur entré · : joueur remplacé · : capitaine · : carton jaune · : carton rouge · | 90 | 90 | 25 | -  | -  | 205         | -              | -  | 3  | 2       |
| Kyle Walker            | Abréviations et symboles : · TT : Total de minutes jouées · MJ : Nombre de matchs joués · MT : Matchs joués en tant que titulaire · : but · : passe décisive · : joueur entré · : joueur remplacé · : capitaine · : carton jaune · : carton rouge · | -  | -  | 57 | 90 | 90 | 237         | -              | -  | 3  | 2       |
| Ben White              | Abréviations et symboles : · TT : Total de minutes jouées · MJ : Nombre de matchs joués · MT : Matchs joués en tant que titulaire · : but · : passe décisive · : joueur entré · : joueur remplacé · : capitaine · : carton jaune · : carton rouge · | -  | -  | -  | -  | -  | -           | -              | -  | -  | -       |
| Milieux                | Abréviations et symboles : · TT : Total de minutes jouées · MJ : Nombre de matchs joués · MT : Matchs joués en tant que titulaire · : but · : passe décisive · : joueur entré · : joueur remplacé · : capitaine · : carton jaune · : carton rouge · |    |    |    |    |    |             |                |    |    |         |
| Jude Bellingham        | Abréviations et symboles : · TT : Total de minutes jouées · MJ : Nombre de matchs joués · MT : Matchs joués en tant que titulaire · : but · : passe décisive · : joueur entré · : joueur remplacé · : capitaine · : carton jaune · : carton rouge · | 90 | 68 | 90 | 76 | 90 | 414         | 1              | 1  | 5  | 5       |
| Phil Foden             | Abréviations et symboles : · TT : Total de minutes jouées · MJ : Nombre de matchs joués · MT : Matchs joués en tant que titulaire · : but · : passe décisive · : joueur entré · : joueur remplacé · : capitaine · : carton jaune · : carton rouge · | 19 | -  | 90 | 65 | 85 | 240         | 1              | 2  | 4  | 3       |
| Conor Gallagher        | Abréviations et symboles : · TT : Total de minutes jouées · MJ : Nombre de matchs joués · MT : Matchs joués en tant que titulaire · : but · : passe décisive · : joueur entré · : joueur remplacé · : capitaine · : carton jaune · : carton rouge · | -  | -  | -  | -  | -  | -           | -              | -  | -  | -       |
| Jordan Henderson       | Abréviations et symboles : · TT : Total de minutes jouées · MJ : Nombre de matchs joués · MT : Matchs joués en tant que titulaire · : but · : passe décisive · : joueur entré · : joueur remplacé · : capitaine · : carton jaune · : carton rouge · | -  | 22 | 90 | 82 | 79 | 273         | 1              | -  | 4  | 3       |
| James Maddison         | Abréviations et symboles : · TT : Total de minutes jouées · MJ : Nombre de matchs joués · MT : Matchs joués en tant que titulaire · : but · : passe décisive · : joueur entré · : joueur remplacé · : capitaine · : carton jaune · : carton rouge · | -  | -  | -  | -  | -  | -           | -              | -  | -  | -       |
| Mason Mount            | Abréviations et symboles : · TT : Total de minutes jouées · MJ : Nombre de matchs joués · MT : Matchs joués en tant que titulaire · : but · : passe décisive · : joueur entré · : joueur remplacé · : capitaine · : carton jaune · : carton rouge · | 71 | 90 | -  | 14 | 11 | 186         | -              | -  | 4  | 2       |
| Kalvin Phillips        | Abréviations et symboles : · TT : Total de minutes jouées · MJ : Nombre de matchs joués · MT : Matchs joués en tant que titulaire · : but · : passe décisive · : joueur entré · : joueur remplacé · : capitaine · : carton jaune · : carton rouge · | -  | -  | 33 | 8  | -  | 41          | -              | 1  | 2  | -       |
| Declan Rice            | Abréviations et symboles : · TT : Total de minutes jouées · MJ : Nombre de matchs joués · MT : Matchs joués en tant que titulaire · : but · : passe décisive · : joueur entré · : joueur remplacé · : capitaine · : carton jaune · : carton rouge · | 90 | 90 | 57 | 90 | 90 | 417         | -              | -  | 5  | 5       |
| Attaquants             | Abréviations et symboles : · TT : Total de minutes jouées · MJ : Nombre de matchs joués · MT : Matchs joués en tant que titulaire · : but · : passe décisive · : joueur entré · : joueur remplacé · : capitaine · : carton jaune · : carton rouge · |    |    |    |    |    |             |                |    |    |         |
| Jack Grealish          | Abréviations et symboles : · TT : Total de minutes jouées · MJ : Nombre de matchs joués · MT : Matchs joués en tant que titulaire · : but · : passe décisive · : joueur entré · : joueur remplacé · : capitaine · : carton jaune · : carton rouge · | 20 | 22 | 15 | 25 | 0  | 83          | 1              | -  | 5  | -       |
| Harry Kane             | Abréviations et symboles : · TT : Total de minutes jouées · MJ : Nombre de matchs joués · MT : Matchs joués en tant que titulaire · : but · : passe décisive · : joueur entré · : joueur remplacé · : capitaine · : carton jaune · : carton rouge · | 75 | 90 | 57 | 90 | 90 | 402         | 2              | 3  | 5  | 5       |
| Marcus Rashford        | Abréviations et symboles : · TT : Total de minutes jouées · MJ : Nombre de matchs joués · MT : Matchs joués en tant que titulaire · : but · : passe décisive · : joueur entré · : joueur remplacé · : capitaine · : carton jaune · : carton rouge · | 20 | 12 | 75 | 25 | 5  | 137         | 3              | -  | 5  | 1       |
| Bukayo Saka            | Abréviations et symboles : · TT : Total de minutes jouées · MJ : Nombre de matchs joués · MT : Matchs joués en tant que titulaire · : but · : passe décisive · : joueur entré · : joueur remplacé · : capitaine · : carton jaune · : carton rouge · | 70 | 78 | -  | 65 | 79 | 292         | 3              | -  | 4  | 4       |
| Raheem Sterling        | Abréviations et symboles : · TT : Total de minutes jouées · MJ : Nombre de matchs joués · MT : Matchs joués en tant que titulaire · : but · : passe décisive · : joueur entré · : joueur remplacé · : capitaine · : carton jaune · : carton rouge · | 70 | 68 | -  | -  | 11 | 149         | 1              | 1  | 3  | 2       |
| Callum Wilson          | Abréviations et symboles : · TT : Total de minutes jouées · MJ : Nombre de matchs joués · MT : Matchs joués en tant que titulaire · : but · : passe décisive · : joueur entré · : joueur remplacé · : capitaine · : carton jaune · : carton rouge · | 15 | -  | 33 | -  | -  | 48          | -              | 1  | 2  | -       |
| Total                  | Abréviations et symboles : · TT : Total de minutes jouées · MJ : Nombre de matchs joués · MT : Matchs joués en tant que titulaire · : but · : passe décisive · : joueur entré · : joueur remplacé · : capitaine · : carton jaune · : carton rouge · |    |    |    |    |    |             |                |    |    |         |
| Équipe d'Angleterre    | Abréviations et symboles : · TT : Total de minutes jouées · MJ : Nombre de matchs joués · MT : Matchs joués en tant que titulaire · : but · : passe décisive · : joueur entré · : joueur remplacé · : capitaine · : carton jaune · : carton rouge · | 90 | 90 | 90 | 90 | 90 | 450         | 13             | 11 | 5  | -       |

| Buts | Joueurs          | Adversaires              |
| ---- | ---------------- | ------------------------ |
| 3    | Marcus Rashford  | Iran, Pays de Galles (2) |
| 3    | Bukayo Saka      | Iran (2), Sénégal        |
| 2    | Harry Kane       | Sénégal, France          |
| 1    | Jude Bellingham  | Iran                     |
| 1    | Phil Foden       | Pays de Galles           |
| 1    | Jack Grealish    | Iran                     |
| 1    | Jordan Henderson | Sénégal                  |
| 1    | Raheem Sterling  | Iran                     |

| Passes | Joueurs         | Adversaires              |
| ------ | --------------- | ------------------------ |
| 3      | Harry Kane      | Iran (2), Pays de Galles |
| 2      | Phil Foden      | Sénégal (2)              |
| 1      | Jude Bellingham | Sénégal                  |
| 1      | Harry Maguire   | Iran                     |
| 1      | Kalvin Phillips | Pays de Galles           |
| 1      | Luke Shaw       | Iran                     |
| 1      | Raheem Sterling | Iran                     |
| 1      | Callum Wilson   | Iran                     |